# Dedicato a mio padre
Dedicato a mio padre è il dodicesimo album della cantante italiana Mina, pubblicato nel dicembre 1967 dalla PDU, etichetta di proprietà della cantante.

## Storia
Il primo dicembre 1967, Mina fonda a Lugano insieme al padre Giacomo Mazzini, la sua etichetta discografica privata PDU - Platten Durcharbeitung Ultraphone, i cui dischi fino al 1970 saranno distribuiti dalla Durium.
La scelta di creare una casa discografica personale nasce probabilmente dal desiderio di gestire in modo autonomo la propria attività senza dover sottostare alle pressioni dei discografici. La cantante sente la necessità di un repertorio più ricercato e meno modaiolo ed in effetti le prime pubblicazioni saranno molto valide dal punto di vista artistico, ma meno fortunate nei riscontri delle vendite.
Già a fine mese pubblica quest'album, che prosegue quanto iniziato con Ri-Fi nei precedenti Mina (1964) e Mina 2 (1966), ovvero produrre LP studio con inediti che siano per la maggior parte cover di canzoni italiane e straniere, non necessariamente 'del momento', e che soddisfino precisi criteri di 'sensibilità personale'.

## Descrizione
La prima edizione, distribuita dalla Durium, presentava una copertina apribile in cartone pesante, con il titolo dell'album e il nome dell'interprete solo all'interno; esternamente due foto senza alcuna didascalia; le incisioni dei brani sul disco erano rigorosamente monofoniche.

La ristampa distribuita dalla EMI nel 1970 ha invece copertina a busta chiusa con titolo e nome della cantante ben esposti, mentre i crediti completi si trovano all'interno. Questa edizione, che contiene tutte incisioni in stereofonia, è stata rimasterizzata su CD nel 2001 (EMI / PDU 5355082).
La prima versione è stata pubblicata in Spagna (Discophon S.C. 2.029) nel 1968 con titolo Mina, copertina simile con il volto della cantante più sorridente.
Tutte le canzoni in inglese, cantate da Mina in lingua originale, sono state inserite, tranne Sentimental Journey, nella raccolta Mina for You del 1969.
Augusto Martelli arrangia tutti i brani e dirige la sua orchestra. In Lazy River (e Johnny Guitar in Mina for You) si firma Bob Mitchell. Il tecnico del suono è Nuccio Rinaldis.
L'album ha un discreto successo di vendite, risultando il 22° più venduto nel 1968. Nella graduatoria dello stesso anno Mina è presente al nono posto con la raccolta 4 anni di successi e addirittura al terzo con l'LP live Mina alla Bussola dal vivo.

## I brani
L'unico non inedito è I discorsi, lato B del primo 45 giri pubblicato dalla PDU pochi giorni prima. Sull'album avrebbe dovuto prende posto anche il brano del lato principale di quello stesso singolo, Trenodia, canzone costruita da Augusto Martelli sulla melodia del Concerto d'Aranjuez di Joaquín Rodrigo. Ma in seguito alle lamentele di quest'ultimo, il singolo venne ritirato dal commercio e ristampato sostituendo il lato A con La canzone di Marinella di un allora sconosciuto Fabrizio De André, che, per ironia della sorte, diventerà uno dei personaggi di maggior rilievo del cantautorato italiano proprio grazie a questa interpretazione di Mina. Trenodia, esclusa dall'album per La canzone di Marinella, rimane a tutt'oggi incisa solo su quel primo 45 giri, diventato uno dei pezzi più ambiti dai collezionisti.

I discorsi, La canzone di Marinella e So sono gli unici brani in italiano del disco.

### Inediti
- Lazy River

Cover della versione del 1930 intitolata (Up a) Lazy River, cantata dall'autore Hoagy Carmichael.
Un video del brano dalla penultima puntata di Canzonissima (28 dicembre 1968) è contenuto nel DVD Gli anni Rai 1968-1972 Vol. 2, inserito in un cofanetto monografico di 10 volumi pubblicato da Rai Trade e GSU nel 2008. Nello stesso DVD, ma dalla terza puntata di Teatro 10 (25 marzo 1972), è presente un medley che comprende un frammento del brano. La stessa fantasia, in versione audio è contenuta nel CD I miei preferiti (Gli anni Rai) del 2014.
- I Should Care

Pubblicata nel 1944, è diventata un brano di riferimento del genere jazz con le incisioni di moltissimi artisti. Compare per la prima nella colonna sonora del film Luna senza miele (Thrill of a Romance) di Richard Thorpe nel 1945. Dello stesso anno la versione su 78 giri di Frank Sinatra, grande collaboratore di Axel Stordahl, uno degli autori, che ne dirige e cura anche l'orchestrazione. L'edizione più conosciuta è di Ralph Flanagan con la sua orchestra del 1952.
- Somos

Cover del bolero inciso dal suo autore Mario Clavell nel 1954.
- La canzone di Marinella

Prima pubblicazione in assoluto su disco della famosissima versione di Mina.

- The Man that Got Away

Canzone che fa parte della colonna sonora del film di George Cukor È nata una stella (1954), in cui è cantata da Judy Garland.
Mina eseguirà la canzone includendola in due fantasie di brani, la prima durante Canzonissima del 21 dicembre 1968 (13ª puntata), la seconda nel corso della quarta puntata (1º aprile 1972) di Teatro 10. Queste esibizioni si trovano rispettivamente nei DVD Gli anni Rai 1968 Vol. 3 e Gli anni Rai 1972-1978 Vol. 1
- That Old Feeling

Cover di un altro standard della musica jazz inciso da Shep Fields and His Rippling Rhythm Orchestra per la colonna sonora del film Modella di lusso (titolo originale Vogues of 1938) di Irving Cummings nel 1937.
- So

Rifacimento, con il testo in italiano di Tania Bellanca, della canzone portoghese Preciso aprender a ser só (testo di Paulo Sérgio Valle) cantata in lingua originale da Sylvia Telles nel 1964.
Con questo brano Mina ha aperto la tredicesima puntata di Canzonissima del 21 dicembre 1968, il cui video è incluso nel DVD Gli anni Rai 1968 Vol. 3.
- Sentimental Journey

Brano del 1944, primo grande successo di Doris Day, all'epoca voce dell'orchestra di Les Brown, uno degli autori.
- Johnny Guitar

Celebre melodica ballata folk statunitense in stile western del 1954, motivo principale della colonna sonora del film omonimo diretto da Nicholas Ray, in cui è cantata da Peggy Lee che è anche l'autrice del testo.
- Ma se ghe penso

Brano tradizionale in lingua ligure, distintivo della canzone dialettale genovese e della scuola genovese dei cantautori. Interpretato per la prima volta dal soprano Luisa Rondolotti nel 1925, ha avuto rivisitazioni da molti dei più importanti cantanti della musica leggera italiana.
Mina presenta dal vivo il brano nella quarta puntata (22 aprile 1967) del programma televisivo Sabato sera. Questa esibizione è presente nel DVD Gli Anni Rai 1967 Vol. 6.
Poi ne inserisce un frammento in un medley di canzoni regionali per la serata finale di Canzonissima 1968 (6 gennaio 1969), reperibile nella raccolta Le Canzonissime Vol. 2 del 1996.
Infine, sempre nel 1969, sceglierà la registrazione di questo album come lato B del singolo Il cielo in una stanza/Ma se ghe penso, che contiene sul lato principale il rifacimento in versione acustica di Il cielo in una stanza.
- Bésame mucho

Versione di Mina del popolarissimo brano, riconosciuto nel 1999 come la canzone in lingua spagnola in assoluto più cantata e incisa. La prima registrazione del 1940 è stata del cantante messicano Emilio Tuero.

## Tracce
Lato A
1. Lazy River – 2:49 (testo: Sidney Arodin – musica: Hoagy Carmichael; edizioni musicali Southern)
2. I Should Care – 3:15 (testo: Paul Weston – musica: Paul Weston, Sammy Cahn, Axel Stordahl; edizioni musicali Southern)
3. I discorsi – 3:06 (testo: Mina – musica: Augusto Martelli; edizioni musicali Southern)
4. Somos – 2:29 (Miguel Mario Clavell; edizioni musicali Curci)
5. La canzone di Marinella – 3:11 (Fabrizio De André; edizioni musicali Barracuda)
6. The Man That Got Away – 2:44 (testo: Ira Gershwin – musica: Harold Arlen; edizioni musicali Morris E.H.)

Lato B
1. That Old Feeling – 3:33 (testo: Lew Brown – musica: Sammy Fain; edizioni musicali Curci)
2. So (Preciso aprender a ser só) – 3:19 (testo: Tania Bellanca – musica: Marcos Valle; edizioni musicali D.R. / Leonardi)
3. Sentimental Journey – 2:50 (testo: Bud Green – musica: Benjamin Homer, Les Brown; edizioni musicali Curci)
4. Johnny Guitar – 2:41 (testo: Peggy Lee – musica: Victor Young; edizioni musicali Chappell)
5. Ma se ghe penso – 3:31 (testo: Mario Cappello – musica: Mario Cappello, Attilio Margutti; edizioni musicali Sinfonica jazz)
6. Bésame mucho – 2:40 (Consuelo Velázquez; edizioni musicali Southern)